# 禹城站
禹城站，位于中华人民共和国山东省德州市禹城市，是京沪铁路上的火车站，建于1910年，由中国铁路济南局集团管辖。

## 車站周邊
- 禹城市水务局
- 禹城市农业机械管理局
- 中国移动禹城商城营业厅
- 禹城市粮食局
- 汉槐公园
- 禹城市地方税务局
- 禹城明珠大酒店
- 禹城市公路局
- 中国人民银行禹城市支行
- 中国农业银行市中分理处
- 禹城市物价局
- 禹城市环境保护局
- 禹城市国土资源局
- 中国邮政储蓄银行东城支行
- 禹城市中医医院
- 禹城市人民政府
- 禹城鸿泰大酒店
- 禹城市文体广电新闻出版局
- 中国工商银行禹城市支行
- 中国建设银行禹城行政街分理处
- 如家酒店禹城东方大厦店
- 尚客优快捷酒店禹城解放路店

## 歷史
- 建于1910年。